# Lijst van gemeentelijke monumenten in Dinkelland
De gemeente Dinkelland heeft 90 gemeentelijke monumenten, hieronder een overzicht.

## Agelo
De plaats Agelo kent 4 gemeentelijke monumenten:
| Object                                                                                              | Bouwjaar                       | Architect | Locatie               | Coördinaten                   | Nr.     | Afbeelding                                                                                          |
| --------------------------------------------------------------------------------------------------- | ------------------------------ | --------- | --------------------- | ----------------------------- | ------- | --------------------------------------------------------------------------------------------------- |
| In de vorm van een schaapskooi gebouwd vakantiehuis in opdracht van een Twentse fabrikantenfamilie. |                                | Jan Jans  | Almelosestraat 75     | 52° 24' 21" NB, 6° 52' 40" OL | 1774/50 | In de vorm van een schaapskooi gebouwd vakantiehuis in opdracht van een Twentse fabrikantenfamilie. |
| Boerderij erve H’boer                                                                               | begin 20e eeuw                 |           | Dusinksweg 9          | 52° 23' 57" NB, 6° 54' 51" OL | 1774/52 | Boerderij erve H’boer                                                                               |
| Drie-kaps boerderij met bijgebouwen                                                                 | 1926/1928 met oudere gedeeltes |           | Nijenkampsweg 2       | 52° 23' 14" NB, 6° 52' 43" OL | 1774/51 | Drie-kaps boerderij met bijgebouwen                                                                 |
| Boerderij                                                                                           | 1952                           |           | Ootmarsumsestraat 190 | 52° 24' 26" NB, 6° 55' 46" OL | 1774/49 | Boerderij                                                                                           |

## Denekamp
De plaats Denekamp kent 32 gemeentelijke monumenten:
| Object | Bouwjaar               | Architect                   | Locatie                              | Coördinaten                   | Nr.     | Afbeelding |
| --- | ---------------------- | --------------------------- | ------------------------------------ | ----------------------------- | ------- | --- |
| Winkelwoonhuis | 1925                   |                             | Brinkstraat 44                       | 52° 22' 40" NB, 7° 0' 15" OL  | 1774/1  | Winkelwoonhuis |
| Woonhuis | 1924                   | B.J. op de Weegh            | Burgemeester Hoogklimmerstraat 17-19 | 52° 22' 30" NB, 7° 0' 10" OL  | 1774/2  | Woonhuis |
| Woning met voormalige Boerenleenbank | 1949/50                |                             | Burg. Hoogklimmerstraat 21           | 52° 22' 31" NB, 7° 0' 9" OL   | 1774/45 | Woning met voormalige Boerenleenbank |
| Voormalig woonhuis met werkplaats, nu driedubbel woonhuis                                                                                                 | ca. 1915               | Ottenhof (aannemer)         | Burgemeester Hoogklimmerstraat 35-39 | 52° 22' 32" NB, 7° 0' 6" OL   | 1774/3  | Voormalig woonhuis met werkplaats, nu driedubbel woonhuis                                                                                             |
| Transformatorhuisje uit het jaar dat Noord-Deurningen elektriciteit kreeg                                                                                 | ca. 1926               |                             | Gravenallee 1                        | 52° 23' 21" NB, 7° 0' 8" OL   | 1774/37 | Transformatorhuisje uit het jaar dat Noord-Deurningen elektriciteit kreeg                                                                             |
| Grenspaal no. 32 op de hoek van de Grensweg en de Eekmanweg is exemplarisch voor de grenspalen 31 t/m 71 langs de grens met Duitsland.                    | 1824                   |                             | Grenshoek/hoek Eekmanweg             |                               | 1774/4  | Grenspaal no. 32 op de hoek van de Grensweg en de Eekmanweg is exemplarisch voor de grenspalen 31 t/m 71 langs de grens met Duitsland.                |
| Woon/winkelpand | eerste kwart 20e eeuw  |                             | Grotestraat 6                        | 52° 22' 30" NB, 7° 0' 17" OL  | 1774/46 | Woon/winkelpand |
| Hotel ‘Van Blanken’ | ca. 1910               |                             | Grotestraat 10                       | 52° 22' 31" NB, 7° 0' 17" OL  | 1774/40 | Hotel ‘Van Blanken’ |
| Voormalige dokterswoonhuis met aangebouwde stal | ca. 1880               |                             | Grotestraat 13                       | 52° 22' 30" NB, 7° 0' 16" OL  | 1774/5  | Voormalige dokterswoonhuis met aangebouwde stal |
| Juwelier/woonhuis en werkplaats | 1953                   |                             | Grotestraat 15                       | 52° 22' 31" NB, 7° 0' 15" OL  | 1774/48 | Juwelier/woonhuis en werkplaats |
| Winkelwoonhuis, in 2014 afgebrand | ca. 1915               |                             | Grotestraat 23                       | 52° 22' 32" NB, 7° 0' 14" OL  | 1774/6  | Winkelwoonhuis, in 2014 afgebrand |
| Vroegere marechausseekazerne | 1956                   |                             | Johanninksweg 51-51a-53              | 52° 23' 52" NB, 7° 1' 24" OL  | 1774/47 | Vroegere marechausseekazerne |
| Het bidkapelletje, 'Maria-Kloese', is in 1954 gebouwd met bouwmateriaal dat afkomstig was van een voormalig klopkeshoes uit 1836 toen het verplaatst werd | 1836/1954              |                             | Johanninksweg bij 65                 |                               | 1774/7  | Upload foto |
| Woonhuis | 1876                   |                             | Kerkplein 4                          | 52° 22' 28" NB, 7° 0' 22" OL  | 1774/8  | Woonhuis |
| Het vroegere verenigingsgebouw ”Concordia”, voor de RK Mannen- en Jongelingenvereniging Concordia Inter Nos (Eendracht Onder Ons)                         | 1914/15                |                             | Lange Voor 4                         | 52° 22' 28" NB, 7° 0' 10" OL  | 1774/42 | Het vroegere verenigingsgebouw ”Concordia”, voor de RK Mannen- en Jongelingenvereniging Concordia Inter Nos (Eendracht Onder Ons)                     |
| Dwarshuisboerderij bestaande uit een tweekapsschuur (gebouwd resp. ca. 1780 en ca.1900), met daar ’dwars’ op staand een woonhuis daterend van 1873        | ca. 1780/1873/ca. 1900 |                             | Lattropperstraat 120                 | 52° 23' 49" NB, 6° 59' 18" OL | 1774/38 | Dwarshuisboerderij bestaande uit een tweekapsschuur (gebouwd resp. ca. 1780 en ca.1900), met daar ’dwars’ op staand een woonhuis daterend van 1873    |
| Voormalig douanekantoor bij de grensovergang Rammelbeek                                                                                                   | 1886                   |                             | Nordhornsestraat 232-234             | 52° 24' 9" NB, 7° 2' 5" OL    | 1774/10 | Voormalig douanekantoor bij de grensovergang Rammelbeek                                                                                               |
| Voormalig douanekantoor op de grensovergang Rammelbeek, waar het inklaringskantoor was ondergebracht                                                      | ca. 1890 en later      |                             | Nordhornsestraat 236                 | 52° 24' 10" NB, 7° 2' 6" OL   | 1774/11 | Voormalig douanekantoor op de grensovergang Rammelbeek, waar het inklaringskantoor was ondergebracht                                                  |
| Winkelwoonhuis | 1935                   |                             | Ootmarsumsestraat 13a-13b            | 52° 22' 33" NB, 7° 0' 7" OL   | 1774/41 | Winkelwoonhuis |
| Villa, in een rijtje vergelijkbare panden | 1936                   |                             | Ootmarsumsestraat 15                 | 52° 22' 34" NB, 7° 0' 4" OL   | 1774/13 | Villa, in een rijtje vergelijkbare panden |
| Villa, in een rijtje vergelijkbare panden | 1931-'32               |                             | Ootmarsumsestraat 17                 | 52° 22' 34" NB, 7° 0' 2" OL   | 1774/14 | Villa, in een rijtje vergelijkbare panden |
| Voormalige schoolmeesterswoning | ca. 1930               |                             | Ootmarsumsestraat 19                 | 52° 22' 34" NB, 7° 0' 2" OL   | 1774/15 | Voormalige schoolmeesterswoning |
| Alexanderschool | 1926                   | Schuitemaker uit Hengelo.   | Ootmarsumsestraat 21                 | 52° 22' 34" NB, 6° 59' 60" OL | 1774/16 | Alexanderschool |
| Villa, in een rijtje vergelijkbare panden | ca. 1930               | Busscher                    | Ootmarsumsestraat 23                 | 52° 22' 35" NB, 6° 59' 58" OL | 1774/17 | Villa, in een rijtje vergelijkbare panden |
| Vrijstaand interbellum-woonhuis | ca. 1930               |                             | Ootmarsumsestraat 34                 | 52° 22' 38" NB, 6° 59' 54" OL | 1774/18 | Vrijstaand interbellum-woonhuis |
| Dubbele woonhuis | 1935                   | Andries de Maaker           | Ootmarsumsestraat 50-52              | 52° 22' 47" NB, 6° 59' 31" OL | 1774/39 | Dubbele woonhuis |
| R.K. begraafplaats | 19de eeuw              |                             | Sloetstraat                          |                               | 1774/19 | Upload foto |
| Voormalig tramstationnetje van de Nederlandsch-Westfaalse Stoomtramweg                                                                                    | 1903                   |                             | Stationsstraat 5                     |                               | 1774/30 | Voormalig tramstationnetje van de Nederlandsch-Westfaalse Stoomtramweg                                                                                |
| Tweekapsboerderij met bovenkamer, Erve Elferman | 1892                   |                             | Stroothuizerweg 9                    | 52° 22' 9" NB, 7° 0' 53" OL   | 1774/20 | Tweekapsboerderij met bovenkamer, Erve Elferman |
| Voormalige pastorie van de St. Nicolaasparochie, van 1912 tot midden jaren 60 ziekenhuis St. Gerardus Majella, daarna zusterhuis St. Nicolaasgesticht     | 1847                   | G. Zandbelt uit Hengelo (O) | Wilhelminastraat 10                  | 52° 22' 26" NB, 7° 0' 21" OL  | 1774/21 | Voormalige pastorie van de St. Nicolaasparochie, van 1912 tot midden jaren 60 ziekenhuis St. Gerardus Majella, daarna zusterhuis St. Nicolaasgesticht |
| Het Teupenhoes, oudste woning van Denekamp. Het pand heeft de eerste eeuw ook als ”tapperij” gediend.                                                     | 1794                   |                             | Wilhelminastraat 22                  | 52° 22' 22" NB, 7° 0' 24" OL  | 1774/35 | Het Teupenhoes, oudste woning van Denekamp. Het pand heeft de eerste eeuw ook als ”tapperij” gediend.                                                 |
| Dubbel woonhuis | ca. 1925               | J.H. Sombecke               | Wilhelminastraat 47-49               | 52° 22' 20" NB, 7° 0' 29" OL  | 1774/22 | Dubbel woonhuis |

## Deurningen
De plaats Deurningen kent 7 gemeentelijke monumenten:
| Object | Bouwjaar                                             | Architect     | Locatie                 | Coördinaten                   | Nr.     | Afbeelding |
| --- | ---------------------------------------------------- | ------------- | ----------------------- | ----------------------------- | ------- | --- |
| Voormalige café Nijhof/kruidenierswinkel | 1865, 1922, ca1930, na brand in 1983, weer opgebouwd |               | Hoofdstraat 5-5a        | 52° 18' 4" NB, 6° 50' 15" OL  | 1774/85 | Voormalige café Nijhof/kruidenierswinkel |
| Voormalige kruidenierswinkel | ca. 1900                                             |               | Hoofdstraat 7           | 52° 18' 2" NB, 6° 50' 11" OL  | 1774/84 | Voormalige kruidenierswinkel |
| Voormalige hallehuisboerderij, Café Pelle’s | 1864                                                 |               | Hoofdstraat 9           | 52° 18' 2" NB, 6° 50' 10" OL  | 1774/83 | Voormalige hallehuisboerderij, Café Pelle’s |
| Een boerderij met bijzondere hooiberg en een oude kalkzandstenen schuur (1901), onderdeel van het landgoed Erve ’t Holthuis.                       | ca. 1915                                             |               | Oude Postweg 12         | 52° 17' 16" NB, 6° 53' 43" OL | 1774/88 | Meer afbeeldingen |
| Neogotische R.K. St Plechelmuskerk met pastorie | 1884/1927, 1911-1913                                 |               | Plechelmusplein 5       | 52° 18' 3" NB, 6° 50' 18" OL  | 1774/36 | Meer afbeeldingen |
| Voormalige café Nijhof/kruidenierswinkel | 1865, 1922, ca1930, na brand in 1983, weer opgebouwd |               | St. Plechelmusplein 1-3 | 52° 18' 4" NB, 6° 50' 15" OL  | 1774/86 | Voormalige café Nijhof/kruidenierswinkel |
| Boerderij met het erf is een doorrijschuur (ca. 1910), een nieuwere schuur waarachter een nieuwe ligboxstal is gebouwd en enkele kleine schuurtjes | ca. 1930                                             | Oude Vrielink | Wiefferweg 10           | 52° 17' 28" NB, 6° 50' 52" OL | 1774/87 | Boerderij met het erf is een doorrijschuur (ca. 1910), een nieuwere schuur waarachter een nieuwe ligboxstal is gebouwd en enkele kleine schuurtjes |

## Groot Agelo
De plaats Groot Agelo kent 2 gemeentelijke monumenten:
| Object                                                                           | Bouwjaar           | Architect | Locatie          | Coördinaten                   | Nr.     | Afbeelding                                                                       |
| -------------------------------------------------------------------------------- | ------------------ | --------- | ---------------- | ----------------------------- | ------- | -------------------------------------------------------------------------------- |
| Vakwerkboerderij van het hallehuistype met twee hoekschotten en een onderschoer. | voor 1850          |           | Dennenkampsweg 4 | 52° 23' 10" NB, 6° 52' 18" OL | 1774/23 | Vakwerkboerderij van het hallehuistype met twee hoekschotten en een onderschoer. |
| Grote boerderij met driekaps bedrijfsgedeelte en bovenkamer                      | 1923 (achtergevel) |           | Nijenkampsweg 5  | 52° 23' 15" NB, 6° 52' 45" OL | 1774/24 | Grote boerderij met driekaps bedrijfsgedeelte en bovenkamer                      |

## Lattrop
De plaats Lattrop kent 2 gemeentelijke monumenten:
| Object                                                                                              | Bouwjaar  | Architect       | Locatie                               | Coördinaten                   | Nr.     | Afbeelding                                                                                          |
| --------------------------------------------------------------------------------------------------- | --------- | --------------- | ------------------------------------- | ----------------------------- | ------- | --------------------------------------------------------------------------------------------------- |
| Pastorie behorend bij de naastgelegen HH. Simon en Judaskerk.                                       | 1925      | Joseph Cuypers. | Dorpsstraat 64                        | 52° 25' 39" NB, 6° 58' 39" OL | 1774/25 | Pastorie behorend bij de naastgelegen HH. Simon en Judaskerk.                                       |
| De Oortmanmolen, pelmolen. Stond oorspronkelijk in Tjamsweer-Appingedam. In 1910 en 1983 verplaatst | 1779/1910 |                 | Hoonhorst 2 (voorheen Dorpsstraat 25) | 52° 29' 4" NB, 6° 13' 46" OL  | 1774/26 | De Oortmanmolen, pelmolen. Stond oorspronkelijk in Tjamsweer-Appingedam. In 1910 en 1983 verplaatst |

## Lattrop-Breklenkamp
De plaats Lattrop-Breklenkamp kent 2 gemeentelijke monumenten:
| Object                              | Bouwjaar | Architect  | Locatie        | Coördinaten | Nr.     | Afbeelding                          |
| ----------------------------------- | -------- | ---------- | -------------- | ----------- | ------- | ----------------------------------- |
| Vroegere onderwijzerswoning         | 1883     | G. Frowijn | Hoofdstraat 23 |             | 1774/43 | Upload foto                         |
| De vroegere Gerardus Majella-school | 1922     |            | Dorpsstraat 94 |             | 1774/92 | De vroegere Gerardus Majella-school |

## Noord Deurningen
De plaats Noord Deurningen kent 2 gemeentelijke monumenten:
| Object                                  | Bouwjaar           | Architect          | Locatie        | Coördinaten                  | Nr.     | Afbeelding                              |
| --------------------------------------- | ------------------ | ------------------ | -------------- | ---------------------------- | ------- | --------------------------------------- |
| Woonhuis, gebouwd als rectoraat         | 1916               | Rigter (Hilversum) | Gravenallee 10 | 52° 23' 31" NB, 7° 0' 25" OL | 1774/27 | Woonhuis, gebouwd als rectoraat         |
| Havezate/klooster St. Nicolaasstichting | 1863/1896 en later |                    | Gravenallee 30 | 52° 23' 34" NB, 7° 0' 27" OL | 1774/28 | Havezate/klooster St. Nicolaasstichting |

## Ootmarsum
De plaats Ootmarsum kent 24 gemeentelijke monumenten:
| Object                                                            | Bouwjaar                    | Architect        | Locatie                          | Coördinaten                   | Nr.     | Afbeelding                                                        |
| ----------------------------------------------------------------- | --------------------------- | ---------------- | -------------------------------- | ----------------------------- | ------- | ----------------------------------------------------------------- |
| Vrijstaande villa                                                 | ca. 1930                    |                  | Almelosestraat 11                | 52° 24' 24" NB, 6° 53' 39" OL | 1774/58 | Vrijstaande villa                                                 |
| Dubbele woning met asymmetrische kap                              | 1936                        | Clemens Hardeman | Almelosestraat 13-15             | 52° 24' 25" NB, 6° 53' 37" OL | 1774/59 | Dubbele woning met asymmetrische kap                              |
| Dubbel woonhuis met aan de linkerzijde een artsenpraktijk.        | 1927                        |                  | Almelosestraat 19-21             | 52° 24' 25" NB, 6° 53' 36" OL | 1774/60 | Dubbel woonhuis met aan de linkerzijde een artsenpraktijk.        |
| Dubbel woonhuis                                                   | ca. 1928                    |                  | Almelosestraat 44-46             | 52° 24' 31" NB, 6° 53' 21" OL | 1774/62 | Dubbel woonhuis                                                   |
| Woonhuis                                                          | 1930                        |                  | Almelosestraat 56                | 52° 24' 30" NB, 6° 53' 13" OL | 1774/63 | Woonhuis                                                          |
| Directeurswoning steenfabriek Scholten                            | ca. 1910                    |                  | Almelosestraat 71                | 52° 24' 24" NB, 6° 52' 49" OL | 1774/64 | Directeurswoning steenfabriek Scholten                            |
| Voormalige burgemeesterswoning. met halfopen schuur annex carport | 1940                        | Jan Jans/Morsink | Almelosestraat 72                | 52° 24' 26" NB, 6° 52' 48" OL | 1774/76 | Voormalige burgemeesterswoning. met halfopen schuur annex carport |
| Dubbele woonhuis                                                  | 1889 (deels ouder)          |                  | Denekamperstraat 1               | 52° 24' 33" NB, 6° 53' 54" OL | 1774/55 | Dubbele woonhuis                                                  |
| 4 arbeiderswoningen van de voormalige Damastfabriek               | ca. 1900                    |                  | Denekamperstraat 29 t/ 35 oneven | 52° 24' 38" NB, 6° 54' 13" OL | 1774/70 | 4 arbeiderswoningen van de voormalige Damastfabriek               |
| Woonboerderij                                                     | 1930                        |                  | Denekamperstraat 62              | 52° 24' 32" NB, 6° 54' 46" OL | 1774/69 | Woonboerderij                                                     |
| Woonhuis werkpplaats                                              |                             |                  | Grotestraat 36                   | 52° 24' 25" NB, 6° 53' 41" OL | 1774/93 | Woonhuis werkpplaats                                              |
| Cafe ‘de Grens’                                                   | 1879                        |                  | Laagsestraat 5                   | 52° 24' 42" NB, 6° 54' 7" OL  | 1774/68 | Cafe ‘de Grens’                                                   |
| Winkelpand ‘t oale posthuus”                                      | 1880                        |                  | Marktstraat 15                   | 52° 24' 32" NB, 6° 53' 52" OL | 1774/53 | Winkelpand ‘t oale posthuus”                                      |
| Voormalig winkelwoonhuis                                          | 1930                        |                  | Marktstraat 16                   | 52° 24' 32" NB, 6° 53' 54" OL | 1774/56 | Voormalig winkelwoonhuis                                          |
| Vrijstaand woonhuis met werkplaats                                | 1930                        |                  | Marktstraat 16                   | 52° 24' 32" NB, 6° 53' 54" OL | 1774/57 | Vrijstaand woonhuis met werkplaats                                |
| Dubbele woonhuis                                                  | 1889 (deels ouder)          |                  | Molenstraat 2-4                  | 52° 24' 34" NB, 6° 53' 53" OL | 1774/54 | Dubbele woonhuis                                                  |
| Vrijstaande villa                                                 | 1925 met aanpassing in 1938 |                  | Nieuwe Almelosestraat 1          | 52° 24' 32" NB, 6° 53' 29" OL | 1774/61 | Vrijstaande villa                                                 |
| Voormalige twee-onder-een-kap, thans 1 woning                     | 1930                        |                  | Nieuwe Almelosestraat 4          | 52° 24' 34" NB, 6° 53' 36" OL | 1774/67 | Voormalige twee-onder-een-kap, thans 1 woning                     |
| 4 arbeiderswoningen van de voormalige Damastfabriek               | ca. 1900                    |                  | Nieuwstad 1 t/m 4                | 52° 24' 38" NB, 6° 54' 14" OL | 1774/71 | 4 arbeiderswoningen van de voormalige Damastfabriek               |
| Woning onder een met Tuile du nord gedekt, gebroken zadeldak      | jaren 30                    |                  | Oldenzaalsestraat 29             | 52° 24' 17" NB, 6° 53' 46" OL | 1774/72 | Woning onder een met Tuile du nord gedekt, gebroken zadeldak      |
| Directeurswoning bij zuivelfabriek                                | ca. 1930                    |                  | Oldenzaalsestraat 36             | 52° 24' 12" NB, 6° 53' 48" OL | 1774/75 | Directeurswoning bij zuivelfabriek                                |
| Boerderij ’de Vinke’ van het hallenhuistype                       | 1886                        |                  | Oldenzaalsestraat 51             | 52° 24' 8" NB, 6° 53' 57" OL  | 1774/73 | Boerderij ’de Vinke’ van het hallenhuistype                       |
| Voormalige vakantieoord voor medewerkers van de P.T.T.            | 1930/1931                   |                  | Tichelwerk 1                     | 52° 24' 28" NB, 6° 52' 59" OL | 1774/65 | Voormalige vakantieoord voor medewerkers van de P.T.T.            |
| Woonhuis                                                          | ca. 1936                    |                  | Vasserweg 1                      | 52° 24' 36" NB, 6° 53' 36" OL | 1774/66 | Woonhuis                                                          |
| Voormalige zuivelfabriek                                          | 1927                        |                  | Weerselosestraat 1 - 3           | 52° 24' 13" NB, 6° 53' 47" OL | 1774/74 | Voormalige zuivelfabriek                                          |

## Oud Ootmarsum
De plaats Oud Ootmarsum kent 1 gemeentelijk monument:
| Object          | Bouwjaar | Architect | Locatie       | Coördinaten                   | Nr.     | Afbeelding  |
| --------------- | -------- | --------- | ------------- | ----------------------------- | ------- | ----------- |
| Houten woonhuis | 1927     |           | Springendal 7 | 52° 25' 57" NB, 6° 54' 39" OL | 1774/29 | Upload foto |

## Rossum
De plaats Rossum kent 3 gemeentelijke monumenten:
| Object | Bouwjaar | Architect      | Locatie              | Coördinaten                   | Nr.     | Afbeelding |
| --- | -------- | -------------- | -------------------- | ----------------------------- | ------- | --- |
| De boerderij met dubbele schuur, in 1974 verbouwd tot woonhuis .                                                      | ca. 1925 |                | Ensmanweg 2          | 52° 21' 36" NB, 6° 55' 49" OL | 1774/90 | De boerderij met dubbele schuur, in 1974 verbouwd tot woonhuis .                                                      |
| Boerderijcomplex: kop-romp boerderij geflankeerd door twee schuren. Voor het woonhuis is een ijzeren hekwerk en haag. | ca. 1930 |                | Oldenzaalsestraat 12 | 52° 20' 48" NB, 6° 55' 48" OL | 1774/91 | Boerderijcomplex: kop-romp boerderij geflankeerd door twee schuren. Voor het woonhuis is een ijzeren hekwerk en haag. |
| De vroegere pastorie van de R.K. Plechelmuskerk met een aan de Delftse school verwante bouwstijl                      | 1940     | C.A. Hardeman? | Thijplein 1          | 52° 21' 7" NB, 6° 55' 22" OL  | 1774/89 | De vroegere pastorie van de R.K. Plechelmuskerk met een aan de Delftse school verwante bouwstijl                      |

## Saasveld
De plaats Saasveld kent 5 gemeentelijke monumenten:
| Object | Bouwjaar | Architect          | Locatie         | Coördinaten                   | Nr.     | Afbeelding                                                 |
| --- | -------- | ------------------ | --------------- | ----------------------------- | ------- | ---------------------------------------------------------- |
| Kop-hals-romp boerderij | 1933     | Mulder (Oldenzaal) | Gunnerstraat 32 | 52° 20' 29" NB, 6° 50' 9" OL  | 1774/81 | Kop-hals-romp boerderij                                    |
| Hallehuisboerderij | ca. 1930 |                    | Hertmerweg 4    | 52° 19' 33" NB, 6° 46' 37" OL | 1774/78 | Hallehuisboerderij                                         |
| De R.K. St. Plechelmuskerk staat op het omgrachte terrein van het voormalige kasteel van Saasveld. Een ijzeren ophaalbrug leidt over de gracht naar het terrein en de kerk. Rechts (Z) van de kerk is een begraafplaats, aan de achterzijde een parkachtige aanleg. | 1925-'26 | H. Kroes           | Hoflaan 18      | 52° 19' 50" NB, 6° 48' 34" OL | 1774/31 | Meer afbeeldingen                                          |
| Woonhuis met een mansarde kap met tuiles du nord dakpannen | ca. 1920 |                    | Hoflaan 4       | 52° 19' 49" NB, 6° 48' 26" OL | 1774/80 | Woonhuis met een mansarde kap met tuiles du nord dakpannen |
| Vroegere schoolmeestershuis | ca. 1910 |                    | Huupolweg 6     | 52° 20' 16" NB, 6° 48' 6" OL  | 1774/79 | Vroegere schoolmeestershuis                                |

## Tilligte
De plaats Tilligte kent 4 gemeentelijke monumenten:
| Object                                                                                                  | Bouwjaar        | Architect                   | Locatie                         | Coördinaten                   | Nr.     | Afbeelding                                                                                       |
| --- | --------------- | --------------------------- | ------------------------------- | ----------------------------- | ------- | ------------------------------------------------------------------------------------------------ |
| De Westerveldmolen, belt-korenmolen oorspronkelijk uit 1864 maar is in 1984 ingrijpend gerestaureerd.   | 1864            |                             | Frensdorferweg 13               | 52° 24' 51" NB, 6° 57' 36" OL | 1774/32 | Meer afbeeldingen                                                                                |
| R.K. Simon en Judaskerk. Een laag gemetseld muurtje met eenvoudige ijzeren hekjes vormt de erfscheiding | ca. 1920        | A.J. Kropholler (1882-1973) | Ootmarsumsestraat 138-140       | 52° 24' 19" NB, 6° 57' 0" OL  | 1774/33 | Meer afbeeldingen                                                                                |
| De boerderij (erve Enkman) met schuren                                                                  | 15e-eeuwse kern |                             | Ootmarsumsestraat 180           | 52° 24' 31" NB, 6° 56' 43" OL | 1774/44 | De boerderij (erve Enkman) met schuren                                                           |
| Landkruis ter nagedachtenis aan burgemeester Jan Wijnia die in 1934 op deze plek is verongelukt.        | 1934            |                             | Ootmarsumsestraat/Beusemkolkweg |                               | 1774/34 | Landkruis ter nagedachtenis aan burgemeester Jan Wijnia die in 1934 op deze plek is verongelukt. |

## Weerselo
De plaats Weerselo kent 2 gemeentelijke monumenten:
| Object                           | Bouwjaar | Architect       | Locatie            | Coördinaten                  | Nr.     | Afbeelding                       |
| -------------------------------- | -------- | --------------- | ------------------ | ---------------------------- | ------- | -------------------------------- |
| Cafe/woonhuis De Troll           | ca. 1900 |                 | Legtenbergstraat 1 | 52° 21' 5" NB, 6° 51' 26" OL | 1774/77 | Cafe/woonhuis De Troll           |
| Boerderij van het hallehuis type | 1929     | Jans en Henneke | Saterslostraat 17  | 52° 19' 8" NB, 6° 49' 42" OL | 1774/82 | Boerderij van het hallehuis type |

Almelo ·
Borne ·
Dalfsen ·
Dinkelland ·
Deventer ·
Enschede ·
Haaksbergen ·
Hardenberg ·
Hellendoorn ·
Hengelo ·
Hof van Twente ·
Kampen ·
Losser ·
Oldenzaal ·
Olst-Wijhe ·
Ommen ·
Raalte ·
Rijssen-Holten ·
Staphorst ·
Steenwijkerland ·
Twenterand ·
Wierden ·
Zwartewaterland ·
Zwolle